# Mont Ngafula
Mont Ngafula är ett berg i Kinshasa, 17 km sydväst om stadens centrum. Toppen på Mont Ngafula är 620 meter över havet.